# La súplica para el mes de Shaabán
La suplica para el mes de Shaabán (en árabe: المناجاة الشعبانية‎, romanizado: Al-Monayat Shaabaniyah) es una súplica de Ali ibn Abi Talib. Es una súplica que los imames de chiitas leían en el mes de Shaabán. La súplica es la instancia total de la súplica y el estado de ánimo de los mejores de los siervos de Dios.
Los chiitas recitan la plegaria principalmente en Shaabán pero no se limitan a Shaabán.

## Cadena
La cadena de la súplica vuelva a Ali ibn Abi Talib, y se narró de Ibn Jaldun por Ibn Tawus en su libro, Iqbal al-Ámal, Majlesy en Bihar al-Anvar y Zad al-Rimad, Samahiyi en al-Sahifah al-Alaviyah y Sheij Abbas Qomi en Mafatih al-Yanan.

## Carácter del narrador
Ibn Jaldun, el narrador de la súplica de Shaabán, fue chiita y fue de los seguidores de  Imames chiitas, fue la confianza de los grandes chiitas estudiosos. Él ha escrito unos libros, son: Kitab Lais, Kitab ishtiqaq y Kitab qira'at.
Sus profesores son: Ibn Durayd , Ibn Mujahid , Ibn Anbari , Ibn Naftawayh y Sirafi, todos fueron grandes maestros y conocedores sabios del Islam.

## Las vistas
Según las narraciones, los Imames de chiitas leían la súplica de Shaabán en el mes de Shaabán.
- Mirza Yawad Maleki, uno de los grandes sabios religiosos dice:

La súplica de Shaabán contiene un vasto conocimiento sobre la calidad de la negociación del siervo con Dios, es la manera de súplica y pidiendo perdón. 

- Ruhollah Jomeini dice:

La súplica de Shaabán es una  súplica poderosa y es la más grande de las palabras divinas, y solo quien tiene pureza en su corazón puede comprender plenamente esta súplica al tener su alma pura.  

- Alí Jamenei:

La súplica de Shaabán es un regalo que los Imames nos han dado. La súplica de Shaabán es una de las súplicas más grandes y con  los conocimientos más sublimes, no hay como esta súplica en las palabras de la gente. El texto de súplicas de Shaabán, es para orar las más puras y limpias oraciones a Dios. 

- Morteza Motahhar:

Cuando una persona lee la súplica de Shaabán, puede saber, lo qué significa la oración en el Islam. En esta sublime súplica se expresa en absoluta magnificencia  el amor hacia Dios, la amabilidad y conocimiento de Dios.

## Las explicaciones
- La explicación de la súplica de Shaabán, Muhammad Muhammadi Gilani, Publicación de Sayeh, Teherán, 1994 (1373 Hégira de Sol).
- La explicación moralidad de la súplica de Shaabán, Husayn Mazaheri.